# 牛久助郷一揆
牛久助郷一揆（うしくすけごういっき）は、1804年（文化元年）に現在の茨城県牛久市で発生した一揆。
牛久助郷一揆の特異性は、「水戸藩などにはみられない助郷重課による」騒動であるとした上で、領主関係が複雑を極めていること。牛久助郷一揆鎮圧に近隣諸藩に援助を求めていることから、「鎮圧が容易ではなかったことを示すと共に、武士の威厳のみを以てしては、このころの一揆はも早取り締り得なくなったことを物語るもの」と、幕府に相当な危機感を抱かせた。

## 概要
1804年（文化元年）10月、牛久宿近くの女化原に大勢の百姓共が徒党を組み牛久宿問屋の麻屋治左衛門他2人の居宅を打壊し、幕府老中の青山忠裕から佐倉藩と土浦藩に対して騒動鎮圧の公儀御達が出された。女化一揆とも呼ばれるこの騒動は、打壊しの後間もなく治まり、勘定奉行所の松平兵庫頭が掛りになって徒党共の吟味を行った。騒動の翌年1805年（文化2年）8月に「常州村々百姓共、徒党ニ及候一件再応吟味之上」で裁許状が村々に出された。

## 佐倉藩の出兵
10月23日に、幕府老中の青山忠裕から佐倉藩主・堀田正順宛に「女化原で百姓共が集まり、騒立てているので、3人の代官と相談の上、早々取鎮めるよう」書付が渡された。そこで、「万一、百姓が手向かいする時は、飛道具（鉄砲）を使ってもよいのか」文書で問合わせたところ、「時宜によって飛道具等使っても苦しからず」と口頭で了解が得られた。早速、佐倉藩江戸屋敷から佐倉城へ連絡があり、同日午後4時から6時頃に、一番手（56人）と二番手（37人）の兵が龍ヶ崎宿へ向けて出立した。25日午後2時頃、三番手（38人）の兵を佐倉藩堺の松崎村へ派兵し、模様次第で差向ける事ができるようにした。
11月1日、3人の代官から、「老中青山下野守殿から引払いの御達」があった旨、仰せ渡され、一の手と二の手は同日16時に若柴宿を引払い翌12時に佐倉へ到着、三の手は20時に松崎村を引払い翌朝2時に佐倉へ帰着した。

## 土浦藩の出兵
土浦藩では、20日夕4時に手代からの要請を受け、とりあえず御徒目付の中川六郎兵衛他総勢17人を急派した。一の手は、夜9時に土浦を出発、深夜2時に牛久宿へ到着し、中川六郎兵衛が手代二人に面談した。打合せの結果、百姓共が牛久宿へ来る恐れが高く、二の手の増派が必要と判断し土浦へ連絡。21日夕4時に物頭の西川平次郎外総勢46人が土浦を出立、夜八時に牛久へ到着した。10月23日朝6時、三の手として御目付室兵右衛門以下34人が土浦を出立した。これに伴って、引続き四の手の体制整備を命じた。
10月23日、郷目付に申付、女化原を探索した所、百姓共は同日昼過に退散した事を確認した。土浦領烏山村名主の父親が扱いに立入、内々解決したものであった。これに伴って、四の手の派兵は中止とし、土浦で待機することになった。

## 麻屋治左衛門居宅打壊し
10月21日夕4時に百姓共1500人～1600人で、牛久宿の麻屋治左衛門居宅が打破られた。土浦藩の二の手が到着する前の出来事であり、一の手（17人）は、手代2人の旅宿佐野屋を固めていたが、その前を百姓達が手向いなどせずに通過した。

## 奉行所の裁許
女化騒動は、近隣の53ヶ村の村々が参加した。奉行所は、不参加の農民も参加者を引留めなかったので有罪とし2602人に過料（合計422貫文＝約百両）を科した。勇七は、張札を作ってこの騒動を起し、頭取に選ばれた事から主犯と認定され、獄門（打首）と裁定された。吉十郎は勇七に協力して騒動を起したと裁定され、桂村の兵右衛門は打壊しを主導した罪で、2人共遠島と裁定された（尚、3人共入牢中に拷問によって病死した）。勇七と吉十郎は、積金の利息で人馬を雇う案を話合うつもりで集会を開いたにもかかわらず打壊しの暴挙に至ってしまい有罪になり、桂村の兵右衛門は打壊しの発言があったと認定されて有罪にされている。
女化騒動の参加村は、関宿藩・仙台藩・谷田部藩の藩領と、旗本知行地の村々であり、牛久藩と土浦藩の藩領からの参加村は無い。参加村は、領主の押さえが不十分な飛地にある村々で起こった騒動であったと考えられる。
勘定奉行所の松平兵庫頭が提出した裁許状の「常州村々百姓共徒党に及候一件」は、勘定奉行所に「例類集」として保存され、維新後は新政府に引継がれ、現在は国立国会図書館に保存されている。